# Bangar

Bangar é uma mukim da daerah de Temburong do Brunei. A sua capital é a cidade de mesmo nome.